# Fiamme Oro Rugby
Fiamme Oro Rugby – włoski klub rugby union z siedzibą w Rzymie, występujący w Serie A1, pięciokrotny mistrz Włoch, czterokrotny zdobywca pucharu Włoch, sekcja policyjnego klubu Gruppo Sportivo Fiamme Oro.

## Historia
GS Fiamme Oro, grupa sportowa Polizia di Stato, powstała 12 sierpnia 1954 roku, w listopadzie 1955 roku natomiast została założona sekcja rugby. Drużyna stworzona przez grupę stacjonujących w Padwie policjantów z II reparto mobile już w roku następnym pod nazwą Fiamme Oro Padova przystąpiła do walki o mistrzostwo Włoch ukończywszy ją na fazie grupowej. Jednak już w kolejnych latach zespół zdominował rozgrywki, cztery razy z rzędu zdobywając scudetto: w sezonach 1957/58-1958/59 pokonując w dwumeczowych finałach odpowiednio zespoły A.S. Rugby Milano i L’Aquila, w kolejnych dwóch natomiast (1959/60-1960/61) po reorganizacji Serie A zwyciężając w drugiej fazie grupowej. W tym ostatnim klub posiadał w najwyższej klasie rozgrywkowej również drugi zespół z siedzibą we Florencji, który także awansował do finałowej fazy rozgrywek. W tym czasie kapitanem drużyny był późniejszy prezes Federazione Italiana Rugby – Giancarlo Dondi. Wysoka forma została utrzymana jeszcze przez dwa sezony, w których zawodnicy zdobyli srebrne medale.
Po kilku słabszych latach powrót na drugie miejsce podium nastąpił w sezonie 1966/67, a rok później klub zdobył swoje piąte scudetto. Dodatkowo zdobył również Puchar Włoch, powtarzając ten sukces trzykrotnie w kolejnych czterech latach. Zajmując przedostatnie miejsce w lidze w sezonie 1978/79 zespół Fiamme Oro wypadł po dwudziestu dwóch latach z najwyższej klasy rozgrywkowej, po czym de facto przestał istnieć, choć nie został formalnie rozwiązany.
Odrodzenie nastąpiło w 1985 roku, kiedy to 24 listopada klub został odtworzony w Mediolanie przy III Reparto mobile i rozpoczął rozgrywki w Serie C, po czym w 1987 roku siedziba została przeniesiona do Rzymu. Zespół postawił sobie na celu powrót do rozgrywek włoskiej elity, co udało się w sezonie 1996/97, wcześniej awansując do Serie A2 w 1993 roku. Na tym poziomie klub spędził dwa sezony (1997/98-1998/99), po czym rozpoczął schodzenie w dół ligowych hierarchii, lata 1999-2005 spędzając w Serie A2, a w latach 2005-2009 występując w Serie B. W tym właśnie roku powrócił do Serie A2, natomiast już w kolejnym sezonie uzyskał awans do Serie A1 zwyciężając w rozegranych z powodu wycofania się kilku klubów meczach play-off.

## Sukcesy
- Mistrzostwo Włoch (5):  1957/58, 1958/59, 1959/60, 1960/61, 1967/68
- Puchar Włoch (5):  1967/68, 1968/69, 1970/71, 1971/72, 2013/2014